# Hibetullah Sultan
Hibetullah Sultan (turco ottomano: هبت الله سلطان, lett. "dono di Allah"; Istanbul, 16 marzo 1789 – Istanbul, 19 settembre 1841) è stata una principessa ottomana, figlia del sultano Abdülhamid I e della consorte Fatma Şebsefa Kadin.

## Biografia

### Origini
Hibetullah Sultan nacque a Istanbul, nel Palazzo Topkapi, il 16 marzo 1689. Era la figlia più giovane del sultano ottomano Abdülhamid I, che morì appena un mese dopo la sua nascita. Sua madre era la consorte Fatma Şebsefa Kadın. Oltre ai suoi fratellastri e sorellastre, aveva un fratello e due sorelle di sangue morti infanti: Şehzade Mehmed Nusret, Alemşah Sultan e Emine Sultan. 
Dopo la morte di suo padre venne mandata al Palazzo Vecchio, dove crebbe e visse fino al suo matrimonio. 

### Matrimonio
Nel 1801 suo cugino, il sultano Selim III, la promise in sposa a Sultanzade Alaeddin Pasha, figlio di Hatice Sultan (figlia di Mustafa III) e loro cugino, coetaneo di Hibetullah.   
Il matrimonio venne celebrato il 3 febbraio 1803 e venne loro assegnata come residenza il Palazzo Kadırga. I due non ebbero figli noti. Nel 1805 sua madre Şebsefa morì e lei, come unica figlia vivente, ereditò le sue proprietà. 
Nel 1808 Selim III venne deposto e sostituito con uno dei fratellastri di Hibetullah, Mustafa IV. Ma dopo un anno, anche lui venne deposto a favore di un altro fratellastro, Mahmud II. A questo punto, Hibetullah aiutò Esma Sultan, sua sorellastra e sorella di sangue di Mustafa, a organizzare una ribellione per reinsediarlo sul trono, ma vennero scoperte. Mentre Esma venne perdonata e divenne la nuova consigliera di Mahmud, Hibetullah fu prima posta agli arresti domiciliari e impossibilitata a comunicare con chiunque, e in seguito tenuta per tutta la vita sotto sorveglianza. 
Nel gennaio 1812, quando aveva 23 anni, suo marito morì a Scutari e lei rimase vedova. Come la maggior parte delle principesse e della sua generazione non si risposò più. 

### Morte
Hibetullah Sultan morì il 19 settembre 1841 nel suo palazzo, e venne sepolta nel mausoleo Mahmud II. 